# Złobyczi
Złobyczi (ukr. Злобичі) – wieś na Ukrainie, w obwodzie żytomierskim, w rejonie korosteńskim, w hromadzie Korosteń, nad Złobyczem. W 2001 roku liczyła 362 mieszkańców.

## Urodzeni w Złobyczach
- Władysław Wielhorski – polski historyk, politolog, sowietolog, poseł w II RP[2].